# Tunku Abdul Rahman
Tunku Abdul Rahman Putra Al-Haj ibni Almarhum Sultan Abdul Hamid Halim Shah (Jawi: تونكو عبد  الرحمن ڤوترا الحاج ابن سلطان عبد الحميد حليم شاه‎; DMN, AC, CH, 8 tháng 2 năm 1903 – 6 tháng 12 năm 1990) là chính trị gia người Malaysia, ông giữ chức Thủ hiến của Liên bang Malaya từ năm 1955 đến năm 1957, trước khi trở thành Thủ tướng đầu tiên của Malaysia sau khi độc lập năm 1957.